# Pure angel -たったひとつの願いのために-
『pure angel -たったひとつの願いのために-』（ピュア♥エンジェル -たったひとつのねがいのために-）は、アクアリウム / し〜くえんすより、2000年9月14日に発売された、アダルトゲーム。
し〜くえんすのゲームは他に『stainless night －いきてる－』『しすたぁボーイ』『innocent hearts －ひとつになりたい－』が発売されており、通して同一の世界観の上で成り立っており、別作品でゲスト出演するだけでなくストーリーの鍵を握る人物として登場している。別ブランドの風露より発売された『傀儡の辱めを君に』とも関連がある。

## ストーリー
夏休みを利用した学生寮の改築工事のために、やむなく従姉の経営する喫茶店に住み込みで手伝うことになった、主人公永野大吾。
同じ大学の同級生の綾や、従姉の養女ゆうみとも同居することになったが、用意された部屋にはなぜか小さなメイド姿の人形が置かれていた。
かすかな記憶の中からふとその人形の名前を口ずさむと、目を離したすきにそれはエプロンドレス姿の少女の姿に変わっていた。
「メイドのそら」と名乗る彼女は、メイドよろしく大吾の面倒をみるという。夜伽の相手も進んで行うほど。
従姉の瑞樹は、そらが何者であろうが気にする風でもなく、お店の人手が増えたと同居を許す始末。
こうして、大吾の波乱の1か月が始まったのであった。

## 登場人物
永野 大吾　（ながの だいご）
主人公。大学生。自称「お茶目で立派な男」。実家はそれなりに大きい旅館を経営しているが、
自身は大学に通うため寮生をしている。実家とは微妙な距離を持っている。
夏休み期間中、従姉が経営する喫茶店SKYに居候することから物語は始まる。

### 同居人
浅野 瑞樹（あさの みずき）
大吾の5歳年上の従姉。メガネ使用。長い髪を後ろに束ねている。夫である飛鳥は他界している。
喫茶店SKYのオーナー。喫茶店は大吾の大学の寮と同じ町にある。
落ち着いた大人の女性であるが、時々思いもよらないお茶目ないたずらを仕掛けることも。
もっともそれは、彼女なりの気配りであったり、懐の大きさであったりもする（はずだが、楽しそう）。
そらが同居を許されたのも彼女のおかげ。大吾とそらとの関係にまつわる、重大な過去を持つ。
浅野 ゆうみ（あさの -）
瑞樹の夫である飛鳥の弟の娘。肩口後ろに流した濃緑ストレート。現在は浅野家にて親子以上の関係にある。
父親による家庭内暴力により両親は離婚し行方不明。
心に傷を負ったため人付き合いが極端に苦手だが、大吾らと関わるうちに次第に心を開いていく。
麻績村 綾（おみむら あや）
大吾とはクラスメイトだが、顔と名前を知る程度。ショートヘア、体育会系。
大吾が同居するにあたって猛反対するなど、粗暴な姿をさらけ出すが、性根は優しく繊細。
肉体労働系のバイトをやっており、これには何か事情があるようで…。
そら（-）
大吾と同時に喫茶店SKYに居候することになった正体不明の少女。肩口までの紫色ストレート。もとは布製のメイド人形。
メイドとしての能力は申し分なく、常に「メイドのポリシー」であるエプロンドレスとカチューシャを着用している。
大吾は自分をご主人と呼ぶそらに戸惑うも、名前を知っているなど、前に出会っている感覚を持っている。
ドラマ後半にて、日野下 空（ひのした そら）という名前が判明するが…。

### 実家（旅館）
市原 千里（いちはら　ちさと）
大吾の高校時代の後輩。長髪を後ろ手に二本に結んでいる。
高校時代から大吾の実家のアルバイトをしており、現在は従業員（仲居）として働いている。
大吾を「センパイ」と慕ってはいるが、どちらかというと仕事仲間、親友という関係である。

## ゲームシステム
恋愛ADVとしてはスタンダードな作りで、登場人物紹介編、実家アルバイト編、ストーリー編と大まかに分けることができる。
テキストの表示は、コマンドウインドウ表示とノベル表示を場面に合わせて使い分ける工夫が見られる。

## 他作品との関連性
し〜くえんすのゲームは世界観が密接に関連しており、登場人物が別作品でゲスト出演している。作品毎に時間軸が違っており、別作品では若かったり成長したりした姿として描かれている。
特に『傀儡の辱めを君に』と『stainless night －いきてる－』と今作品『pure angel －たったひとつの願いのために－』は、『LD三部作』という位置付けであるのがシナリオ担当のサイトで明らかにされている。
- 傀儡の辱めを君に（風露ブランド名義）
  - 攻略ヒロインの北条院瑠璃がpure angelでは笠木瑠璃と名を変えて登場、結婚しており子供を生んだ姿で登場している。pure angelでは瑞樹の友人として登場する。子供は後の作品であるinnocent heartsの主人公。また、瑠璃は名前のみの表示も含んで全作品で登場する。
- stainless night －いきてる－
  - 麻績村綾がstainless nightでは本郷陽美の親友として登場しており、陽美の悩みを解決する発言をする。

## スタッフ
- 原画：園田逸明
- シナリオ：無頼寿あさむ
- サウンド：大森サトシ
  - 主題歌「pureHeart」（歌手未公開）